# Хумус
Ху́мус (ху́ммус, хо́мус, хо́ммус; от араб. حُمُّص‎) — закуска из нутового пюре, в состав которой обычно добавляются кунжутная паста (тахи́ни), оливковое масло, чеснок, сок лимона, паприка.
В арабском языке слово «хумус» означает как растение нут бараний (Cicer arietinum), так и саму закуску. Широко распространён в странах Ближнего Востока, в современности получил известность во всём мире. Используется как самостоятельное блюдо, как соус, заправка для других блюд, как спред.

## Распространение
Первые упоминания о схожем с хумусом блюде найдены в арабских книгах XIII века.
В начале XXI века хумус стал набирать популярность в США, где с 2005 по 2010 год объём его продаж вырос с 5 до 18 миллионов долларов, и в других развитых странах среди вегетарианцев и людей, не способных употреблять в пищу глютен и содержащие его продукты.

## Принадлежность
Принадлежность хумуса является предметом спора между евреями и арабами в Израиле. Израильские евреи часто «национализируют» эту закуску, иногда именуя хумус «самым израильским блюдом».
Историк Дафна Хирш утверждает, что некоторые палестинские блюда, в том числе и хумус, были заимствованы еврейскими переселенцами из Восточной Европы как часть мер по укоренению на Ближнем Востоке. Палестино-израильский конфликт, войны между Израилем и соседними арабскими государствами, а также переселение евреев из мусульманских стран привели к увеличению популярности хумуса у израильских евреев и отрицанию его палестинского происхождения. Несмотря на это, в последние годы наблюдается процесс «гурметизации» (повышения статуса) хумуса в Израиле и других странах, в ходе которого арабская идентичность производителя становится признаком аутентичности и, следовательно, высокого качества продукта.

## Состав и свойства
Хумус готовится из отварного нута, который гомогенизируется вручную или с помощью блендера с добавлением оливкового масла, сока лимона и кунжутной пасты (тахи́ни). Приправы (в частности, чеснок, соль, петрушка, лук, молотый кумин (зира́), за́атар, перец чили) могут добавляться по вкусу.
В зависимости от продукта, добавленного в хумус, он может приобретать различные вкусовые оттенки. Среди популярных добавок к хумусу — жареный красный перец, чеснок, жареный лук, жареные помидоры, кедровые орехи, тыквенное пюре, сыр фета, копчёная паприка, какао.
Хумус содержит большое количество растительного белка, пищевой клетчатки, ненасыщенных жиров и железа. Поскольку рецепты хумуса различаются, также меняется и его питательная ценность, в первую очередь, в зависимости от относительных пропорций нута, тахини и воды. В 100 граммах хумуса примерно 166 калорий, и он является хорошим (более 10 % дневной нормы) источником пищевых волокон, витамина B6 и некоторых минералов.